# マイ・スイート・メモリーズ
『マイ・スイート・メモリーズ』（原題：State of Grace?）とは、アメリカでは2001年～2002年にFOXファミリー（現ABCファミリー）で放映され日本ではNHK教育で2003年10月～2004年10月に放映されていた海外ドラマ（途中で放送中断時期あり）。全39話。表記はマイ・スイート・メモリーズ　又はマイ☆スイート☆メモリーズ

## 概要
舞台は1960年代のノースカロライナ州・アシュモア。育ちも性格も何もかも正反対の二人の女の子、ハンナとグレイスを中心に描かれた、ハートフル・ドラマ。

## 主な出演人物
- ハンナ・レイバーン 　アリア・ショウカット （声）最上莉奈
- グレイス・マッキー 　メイ・ホイットマン （声）三村ゆうな
- デイビッド・レイバーン（ハンナの父） マイケル・マンテル （声）牛山茂
- エベリン・レイバーン（ハンナの母） ダイナ・マノフ （声）佐々木優子
- アイダ（ハンナの祖母） エリカ・ヨーン （声）京田尚子
- ヘシー（ハンナの叔父） ジェイソン・ブリッカー （声）長島雄一
- タティー・マッキー（グレイスの母） フェイ・グラント （声）小山茉美
- 語り フランシス・マクドーマンド （声）原日出子